# Adolf Overweg
Adolf Overweg (Hamburgo, 24 de julio de 1822 - Maidiguri, 27 de septiembre de 1852), fue un geólogo, astrónomo, y explorador alemán. Fue la primera persona de origen europeo en circunnavegar el lago Chad, cuando formaba parte de una misión para fijar rutas comerciales en África Central.

## Biografía

### Primeros años
Overweg asistió a la escuela en Hamburgo, y estudió geología y astronomía en Bonn y Berlín. Trabajó como supervisor de gimnasia en Bonn y en 1837 se hizo miembro del Club de Gimnasia de Hamburgo. En enero de 1846, el consejo de gimnasia de ese lugar decidió otorgarle un poder para representar a la comunidad gimnástica en los festivales de gimnasia del sur de Alemania. 

### Viaje por África
El gobierno británico, para abrir las relaciones comerciales con los países del África central y el oeste de Sudán, organizó una expedición para la que había sido seleccionado James Richardson, joven misionero evangélico que pocos años antes había recorrido el Sáhara. Richardson estaba patrocinado por la Sociedad Antiesclavista de Londres, que intentaba combatir la trata de esclavos en África con la introducción del comercio libre.
Robert Wilhelm Bunsen, embajador prusiano en Londres, alentó a que al grupo se incorporasen estudiosos y científicos, entre ellos el geógrafo Heinrich Barth y el propio Adolf Overweg. La partida dejó Marsella a finales de 1849 y llegaron a Trípoli. Como el inicio de la expedición se retrasó, Overweg emprendió con Barth una corta expedición a las montañas Garian en el Sáhara, que no habían sido exploradas ni topográfica ni geológicamente. Los conocimientos adquiridos por Overweg sobre la geología del Sáhara se comunicaron principalmente en las cartas de Barth. 
Después del regreso de los dos investigadores, la expedición británica finalmente partió hacia el sur en marzo de 1850, cruzando el desierto del Sahara con gran dificultad. La ruta de la expedición, bien equipada, pasó primero por Murzuk y Ghat, por el altiplano desértico de Tassili n'Ajjer hasta las montañas de Air y finalmente por Damergou. El arduo viaje resultó ensombrecido por numerosos robos. Los mapas que Richardson llevaba consigo también resultaron incorrectos y, en última instancia, inutilizables. Overweg utilizó sus conocimientos astronómicos para determinar la longitud y latitud de lugares y puntos de referencia, lo que permitió trazar nuevos mapas más precisos. Durante el viaje se produjeron repetidos enfrentamientos entre Richardson y Barth.
En marzo de 1850 intentaron llegar a acuerdos comerciales que planteaban cesar el comercio de esclavos a cambio de recibir productos europeos, pero los bereberes no los aceptaron, pues estaban convencidos de que los prejuicios que les causaría la supresión de la trata de esclavos no se compensarían con el comercio de mercancías europeas.
La caravana siguió su camino y cruzó el desierto del Teneré. Los exploradores iban protegidos por los tuaregs, pero de todas formas sufrieron algunos ataques. Visitaron Agadez, ciudad de Níger en el límite del Sáhara con la región sudanesa, y se unieron a una caravana que volvía de las salinas de Bilma y se dirigía a los mercados del Sudán. En enero de 1851, los tres exploradores se separaron en Taguelel, con la idea de volver a reunirse en Kukawa. Barth, que estaba cada vez más convencido de la inutilidad de los intentos antiesclavistas basados en el libre comercio, continuó con sus investigaciones científicas. Richardson se estableció como médico en Kukawa y murió, en marzo de 1851, cerca de esta ciudad.
Por su parte, Overweg se dirigió por la ruta de Zinder a Kukawa, reuniéndose nuevamente con la parte de la expedición liderada entonces por Barth. Durante año y medio exploraron el emirato Adamawa, el río Benue y finalmente completaron su hazaña más notable al circunnavegar el lago Chad. Overweg murió, posiblemente de malaria, en septiembre de 1852, en Maidiguri, Chad.

### Legado
Barth y Overweg eran amigos. Barth había escrito sobre la gran capacidad de Overweg como científico y observador, pero también habló de su falta de disciplina en redactar notas ordenadas y su desprecio por su propia seguridad, que le condenaron a la oscuridad y una muerte temprana en la flor de su juventud.
Además de las determinaciones topográficas ya mencionadas, Overweg se ocupó especialmente de las observaciones astronómicas, meteorológicas, hipsométricas y geológicas durante toda la expedición. Las escribió a lápiz en hojas de papel individuales a lo largo del viaje. Barth recibió estas notas tras la muerte del geólogo, pero no se pudieron utilizar debido a su escritura ilegible. Por tanto, a diferencia de Richardson y Barth, Overweg no dejó ningún informe escrito sobre la expedición africana.